# Microstrophia modesta
Microstrophia modesta е вид коремоного от семейство Streptaxidae. Видът е застрашен от изчезване.

## Разпространение
Разпространен е в Мавриций.